# Peter Ovtcharov

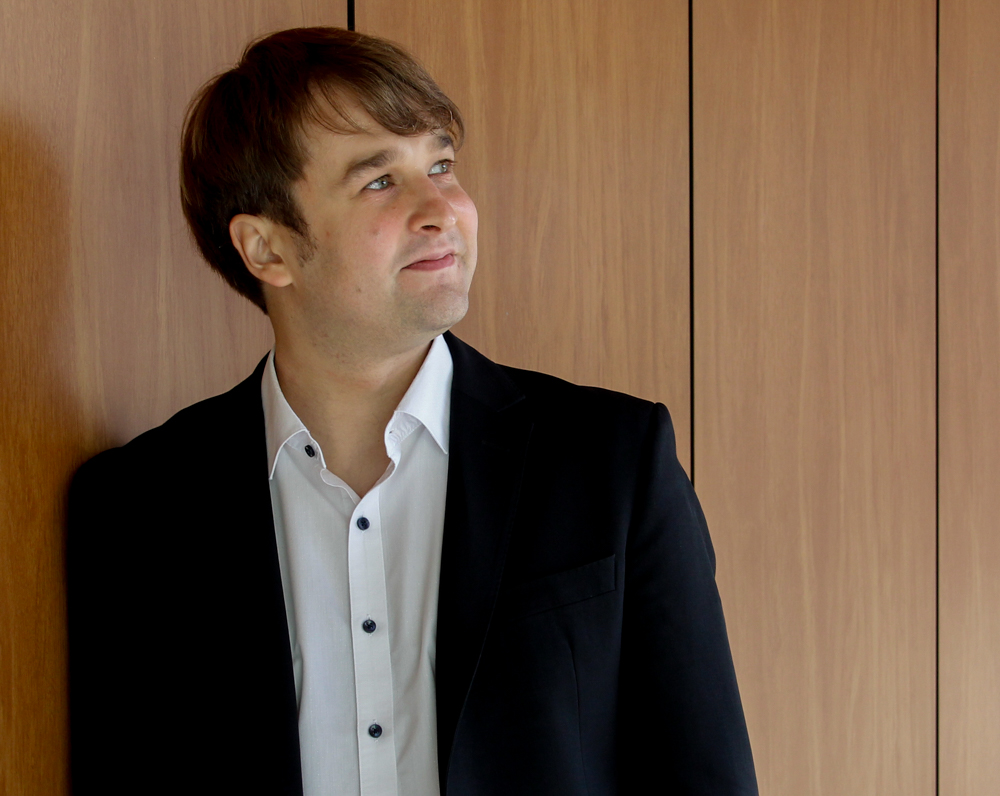
Peter Ovtcharov 2014

Peter Ovtcharov (russisch: Пётр Овчаров, Pjotr Owtscharow, * 31. Dezember 1981 in Leningrad, heute St. Petersburg) ist ein russischer Pianist, Komponist und Klavierpädagoge.
Ovtcharov studierte am Mozarteum Salzburg bei Karl-Heinz Kämmerling. Er wurde international mit mehreren Preisen ausgezeichnet. Unter anderem gewann er 1997 die Silbermedaille beim 3. Tschaikowsky-Wettbewerb für junge Musiker, 2004 den 1. Preis beim österreichischen Wettbewerb Gradus ad Parnassum, 2005 den 3. Preis beim Internationalen Beethoven Klavierwettbewerb Wien, 2006 den Luitpoldpreis des Festivals Kissinger Sommer. 2004 veröffentlichte er seine erste CD mit Etüden von Rachmaninoff. 2006 folgten die Mazurken von Chopin.
Als Komponist veröffentlichte er eine Reihe von Klavierwerken (als Album Peter Ovtcharov. Piano Works im Jahr 2021 erschienen) sowie eine symphonische Dichtung The Battle.
Seit 2010 lehrt Ovtcharov Klavier in Korea, zunächst an der Sangmyung Universität, danach an der Yonsei-Universität.